# HP-35

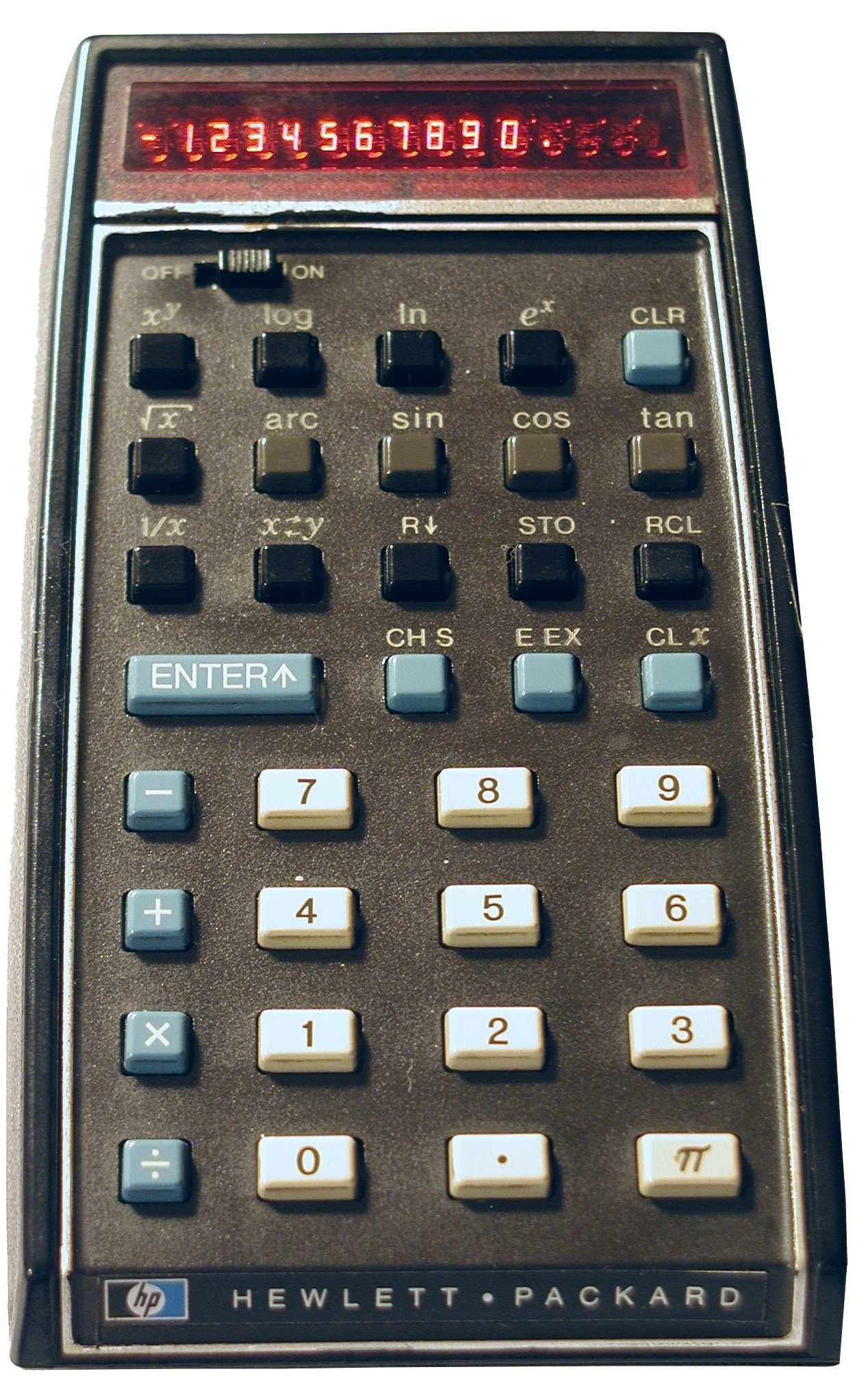
Hp-35 (نسخه دوم)

اچ‌پی-۳۵ (انگلیسی: HP-35) نخستین ماشین حساب جیبیِ هیولیت پاکارد و نخستین ماشین حساب مهندسی جیبی، ماشین‌حسابی با توابع مثلثاتی و نمایی، است. این محصول بین سال‌های ۱۹۷۲ تا ۱۹۷۵ توسط شرکت اچ‌پی تولید می‌شد.